# フィブロバクター属
フィブロバクター属 (Fibrobacter) はグラム陰性嫌気性桿菌で、スフィンゴバクテリアである。1950年にロバート・ハンゲートにより、反芻動物の第一胃（ルーメン）からF. succinogenes ("Bacteroides succinogenes") が発見された。元々はバクテロイデス属であったが、1988年に分かれた。F. succinogenesはセルロース分解性の細菌として盛んに研究されている。他にF. intestinalisが知られている。
この属のみでフィブロバクター門を構成する。系統解析によると、バクテロイデス門やクロロビウム門に比較的近縁という。